# Cuirasatul japonez Nagato
Cuirasatul japonez Nagato ( 長門), denumit astfel după provincia Nagato, a fost o navă de luptă a Marinei Imperiale Japoneze, prima din această clasă.
A fost primul cuirasat din lume pe care s-au montat tunuri de 410 mm, iar blindajul și viteza sa l-au făcut la vremea respectivă una dintre cele mai temute nave de luptă.
În timpul atacului de la Pearl Harbor era nava amiral a lui Isoroku Yamamoto.
A participat la multe acțiuni militare, dar a tras cu armele principale, împotriva unor nave inamice, doar în Bătălia din Golful Leyte.
A supraviețuit războiului, fiind scufundat de americani în timpul testelor nucleare din Atolul Bikini în 1946.

## Construcția

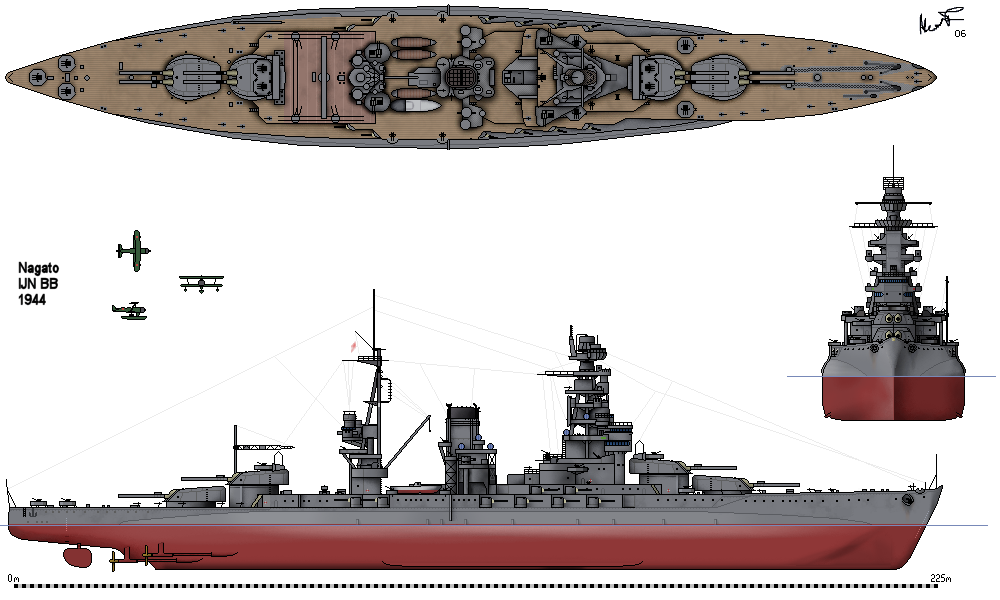
Schiţa cuirasatului Nagato cu dotarea din anul 1944

Cuirasatul Nagato a fost construit la Kure, fiind lansat la apă la 9 noiembrie 1919.
În 1936 i s-au schimbat cazanele pe cărbune și i s-au îmbunătățit blindajul și apărarea antiaeriană. După îmbunătățiri putea să atingă viteza de 27 de noduri.

## Armament
- 8 tunuri de calibrul 410 mm
- 20 tunuri de 147 mm
- 8 tunuri antiaeriene de 127 mm
- 98 tunuri antiaeriene de 25 mm

## Cuirasatul Nagato în al Doilea Război Mondial
La izbucnirea Războiului din Pacific, Nagato era nava amiral a Flotei Combinate japoneze.
La 2 decembrie 1941 amiralul Isoroku Yamamoto a emis semnalul Niitaka Yama nobore („Urcați Muntele  Niitaka”) de la bordul cuirasatului Nagato, care se afla la ancoră la Hashirajima, pentru a lansa atacul de la Pearl Harbor, angajând Japonia în al Doilea Război Mondial.
Pe data de 7 decembrie Cuirasatul Nagato a părăsit portul îndreptându-se către Insulele Bonin, (cunoscut în Japonia ca grupul Ogasawara), ca navă amiral a flotei de luptă, împreună cu sora ei, nava de luptă Mutsu din Divizia 1, și cuirasatele Hyūga și Ise din Divizia 3. Gruparea de luptă a revenit la  Hashirajima la 12 decembrie 1941 și a rămas acolo până la raidul american din 4 martie 1942 împotriva bazei japoneze din insula Marcus (Minami Tori Shima).
Baza respectivă se afla la 1.200 de mile în largul coastei Japoniei. Forțele navale ale SUA, mai exact Task Force 16, comandată de amiralul William Halsey, au determinat astfel Marina Imperială Japoneză să iasă din port, în căutarea forțelor americane. Halsey a plecat mai departe în mare viteză odată ce și-a dat seama că aeronavele sale și cele japoneze sunt în imposibilitate de a intra în contact. În aprilie 1942 Halsey s-a întors, de data aceasta apropiindu-se la 650 de mile de insulele japoneze, împreună cu portavionul Hornet și Task Force 18 pentru a lansa Raidul Doolittle. Încă o dată cuirasatul Nagato și elemente ale Flotei Combinate japoneze au plecat în urmărirea sa, dar Halsey și gruparea sa navală au scăpat înainte ca Marina Imperială Japoneză să-i repereze.